# 雪模様
『雪模様』（ゆきもよう、It Looks Like Snow）はシンガーソングライターのフィービ・スノウによる、1976年発売の3枚目のアルバム。

## 評価
| 専門評論家によるレビュー | 専門評論家によるレビュー |
| レビュー・スコア         | レビュー・スコア         |
| 出典                     | 評価                     |
| ------------------------ | ------------------------ |
| オールミュージック       | [ 1 ]                    |
| Christgau's Record Guide | B+                       |

オールミュージックの回顧的レビューで、評論家のジョー・ヴィグリオーネはこのアルバムを「ポップ＝ジャズ＝ファンク＝フォークの圧倒的なコレクションで、この素晴らしいボーカリストの才能に美しい光が当てられている……『雪模様』はスタイルやジャンルを簡単にかつエレガントに横断する、素晴らしいパフォーマーの代表作である」と呼んだ。ロバート・クリストガウはこのアルバムについて「スノウの歌手および作詞家としての才能がついに開花した。ばかげた神秘的なアイデアは彼女の圧倒的なすぐれたセンスの遥か下にあり、上の方に決して満足しているわけではない、かなり強く、直接的で、幸せな女性がいる……」と述べている。

## 収録曲
特記あるものを除き、全曲フィービ・スノウによる作詞作曲
1. 「輝く海への船出（自叙伝）」"Autobiography (Shine, Shine, Shine)" – 5:15
2. 「ティーチ・ミー・トゥナイト（英語版）」"Teach Me Tonight"（ジーン・デ・ポール（英語版）、サミー・カーン） – 4:30
3. 「しっかり立って」"Stand Up on the Rock" – 3:58
4. 「少女の頃」"In My Girlish Days"（アーネスト・ロウラーズ（英語版）） – 4:48
5. 「神よ憐みを」"Mercy on Those" – 6:06
6. 「ドント・レット・ミー・ダウン」"Don't Let Me Down"（ジョン・レノン、ポール・マッカートニー） – 5:51
7. 「ブルースに沈んで」"Drink Up the Melody (Bite the Dust, Blues)" – 5:51
8. 「ファット・チャンス」"Fat Chance" – 2:56
9. 「信じているのに」"My Faith Is Blind" – 5:54
10. 「シェイキー・グラウンド（英語版）」"Shakey Ground" (エディ・ヘイゼル、ジェフリー・ボウウェン（英語版）、アンジェロ・ボンド） – 4:18

## チャート
| チャート（1977年）                               | 最高 順位 |
| ------------------------------------------------ | --------- |
| オーストラリア（ケント・ミュージック・レポート） | 64        |

## パーソネル
- フィービ・スノウ – リード・ボーカル、バッキング・ボーカル、ギター
- ソニー・バーク（英語版） – キーボード、弦楽編曲
- デヴィッド・ポメランツ – キーボード(5)
- デヴィッド・ブロムバーグ – ギター
- スティーヴ・バーグ – ギター
- レイ・パーカー・ジュニア – ギター
- グレッグ・ポレー – ギター
- チャック・ドマニコ（英語版） – ベース
- レジー・マクブライド（英語版） – ベース
- ジェームス・ギャドソン（英語版） – ドラムス
- エド・グリーン（英語版） – ドラムス
- ハーヴィー・メイソン – ドラムス
- アンディ・ナレル – スティールパン
- ハドレイ・キャリマン – 金管楽器
- メル・マーティン – 金管楽器
- カート・マクゲトリック – 金管楽器、金管編曲
- ボブ・ヤンス – 金管楽器
- ザ・ゴールデン・エイジ・ジャズ・バンド (1)
- フィル・ケアンズ – バッキング・ボーカル
- ジ・ウォーター・ファミリー – バッキング・ボーカル

### 制作
- プロデューサー – デイヴィッド・ルビンソン
- エンジニア – デイヴィッド・ルビンソンおよびフレッド・カテロ
- フィル・ブラウンおよびジョージ・ホーンによってコロムビア・スタジオ（カリフォルニア州サンフランシスコ）でマスタリング
- 写真 – ノーマン・シーフおよびフィル・ケアンズ